# Bertrimoutier
Bertrimoutier là một xã, nằm ở tỉnh Vosges trong vùng Grand Est của Pháp. Xã này có diện tích 3,72 km², dân số năm 1999 là 336 người. Xã này nằm ở khu vực có độ cao trung bình 444 m trên mực nước biển.
Dân địa phương tiếng Pháp gọi là Bertrimonastériens.

## Hành chính
| Danh sách các xã trưởng                |             |     |      |         |
| Giai đoạn                              | Giai đoạn   | Tên | Đảng | Tư cách |
| tháng 3 2001                           | Guy Hurstel |     |      |         |
| Tất cả các dữ liệu trước đây không rõ. |             |     |      |         |

## Biến động dân số
| 1830                                         | 1867 | 1962 | 1968 | 1975 | 1982 | 1990 | 1999 |
| -------------------------------------------- | ---- | ---- | ---- | ---- | ---- | ---- | ---- |
| 134                                          | 328  | 211  | 231  | 265  | 346  | 341  | 336  |
| Số liệu từ năm 1990: Dân số không tính trùng |      |      |      |      |      |      |      |